# Newcastle (comté de Down)
Newcastle est une petite ville du comté de Down, en Irlande du Nord. Elle compte 7 444 habitants, d'après le recensement de 2001 (United Kingdom Census 2001). Sa plage de sable, au bord de la mer d'Irlande, au pied de Slieve Donard, une des Mourne Mountains, et le Royal County Down Golf Club en font une ville renommée. Elle relève du conseil de district de Down.
La ville est jumelée avec New Ross, comté de Wexford, en Irlande.

## Histoire
L'origine du nom est supposée découler d'un château démoli au XIXe siècle, construit par Felix Magennis à la fin du XVIe siècle, qui se tenait à l'embouchure de la Shimna River. Comme le nom de Newcastle est mentionné dès 1433, il est fort probable qu'un autre château ait été construit auparavant.
En 1625, William Pitt est relevé comme client des ports de Newcastle, Dundrum, Killough, Portaferry, Donaghadee, Bangor et Holywood.
Le 13 janvier 1843, des bateaux de Newcastle et Annalong, partis pêcher, sont pris dans un coup de vent. 14 d'entre eux sont portés disparus dont le bateau de sauvetage parti à leur secours. Seulement deux embarcations seront sauves : le Victoria et le Brothers. 76 marins périssent, 46 d'entre eux étaient de Newcastle. Ils laissent 27 veuves, 118 enfants et 20 personnes dépendantes. Une souscription publique permet de construire des habitations (les Widows Row) pour les familles des victimes. Une chanson locale, « Newcastle town is one long street entirely stripped of men », relate les faits.
En 1910, Harry Ferguson réalise un des premiers vols à bord d'un petit avion à moteur, sur la plage de Newcastle. Cet évènement est relaté sur une plaque de la promenade, le long de la plage.
Les Mourne Mountains servent d'inspiration pour de nombreux mythes et légendes. En particulier, la « femme bleue » ('The Blue Lady'), une femme abandonnée par son mari dont le fantôme hante les environs et, plus récemment celle d'un chat sauvage vivant dans les Mournes.
Newcastle a eu la chance d'échapper aux  « Troubles » et les habitants, catholiques et protestants vivent en relative bonne intelligence malgré l'opposition aux parades loyalistes dans la ville.

## Démographie
Newcastle est classée petite ville par l'Agence de statistiques et recherches d'Irlande du Nord (Northern Ireland Statistics and Research Agency) (NISRA) (population entre 4 500 et 10 000 personnes). Au recensement de 2001, il y avait 7 444 habitants à Newcastle. Parmi eux :
- 23,5 % avaient moins de 16 ans et  21,7 % avaient 60 ans et plus[7].
- 47,4 % étaient de sexe masculin et 52,6 % étaient de sexe féminin[7].
- 69,3 % étaient d'origine catholique et 28,4 % étaient d'origine protestante[7].
- 4,1 % des personnes âgées de 16 à 74 ans étaient sans emploi[7].

## Lieux et monuments
- Les Mourne Mountains, au sud de la ville,  rendues célèbres par la chanson de Percy French.
- Le terrain de golf royal du comté de Down[8].
- Mourne Granite : une carrière qui a expédié sa production un peu partout dans le monde (Pavés de rues et base du mémorial du 11 septembre à New-York).

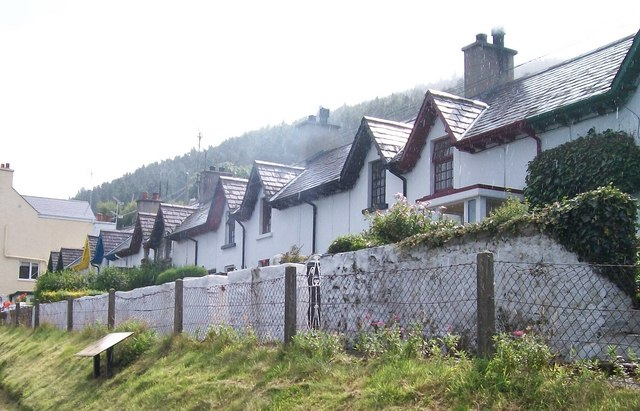
Widows' Row. Douze petites maisons pour les veuves et les orphelins, à la suite des naufrages et de la tempête du 13 janvier 1842.

- La réserve naturelle de Murlough ((en) Murlough Nature Reserve) entre Dundrum et Newcastle. Le site est la propriété du « National Trust ».
- Saint-Patrick's Stream : dans la mythologie, les Mourne Mountains étaient l'endroit où Saint Patrick a banni les 'snakes' d'Irlande et commencé la christianisation du secteur.
- Newcastle Harbour – dans les années 1820, Lord Annesley a créé une jetée pour le chargement des pierres de granite de Mourne.
- Le Bloody Bridge – le pont sanglant - et la rivière sanglante, ainsi nommés à cause d'évènements liés à la rébellion  de 1641 (1641 Rebellion) : massacre de protestants[9].

## Éducation
- École primaire Sainte-Mary.
- École primaire de Newcastle.
- École primaire Saint-Joseph.

- Shimna Integrated College, fondé en 1994.
- Collège technique de Newcastle.

## Sports
- Le Football club de Newcastle évolue en « Northern Amateur Football League ».

## Transports
- La gare de Newcastle a ouvert le 25 mars 1869 pour fermer le 2 mai 1955[10].

Les bus d'Ulster (Ulsterbus)  utilisent la gare des « Great Northern Railway of Ireland ». Ulsterbus permet de rejoindre la gare Victoria à Belfast, comme d'autres villes des environs.

## Médias
- The Mourne Observer est le journal local.

## Personnalités
- Richard Rowley (1877–1947), poète et écrivain,  a vécu à Newcastle à la fin de sa vie[11],[12],[13].
- Eddie Polland, golfeur professionnel, vainqueur de quatre tournois de l'European Tour.
- Rigsy, radiophoniste, DJ, né à Newry a vécu à Newcastle, où ses parents demeurent encore.
- Simon Thornton, golfeur professionnel.
- Martin Waddell, auteur pour enfants, bien que né à Belfast, a vécu la plus grande partie de sa vie à Newcastle.